# María Francisca Rivas
María Francisca Rivas Zapata (11 de janeiro de 1988) é uma jogadora de voleibol de praia chilena.

## Carreira
A trajetória profissional deu-se em 2011 ao formar dupla com Carolina Piña Cerda e foram campeãs da Copa Chile de 2011, etapa em Iquique, válida pelo circuito chileno de vôlei de praia e terminaram em quarto na etapa de Aguas Blancas de Maitencillo do Circuito Chileno, depois, disputara a etapa de Assunção no Circuito Sul-Americano 2010-11, também estiveram juntas na etapa de Esmeraldas (cidade) que qualificava para os Jogos Pan-Americanos de 2011.Em 2012, estiveram juntas em Viña del Mar no Circuito Sul-Americano.
Na jornada do Circuito Sul-Americano 2012-13, estava compondo dupla com Camila Pazdirek Peteri na etapa de Viña del Mar e também nas etapas  no bairro de Pocitos em Montevidéu, de Lima, em Puerto la Cruz, em Cochabamba e Sobral, sendo que nestas terminaram na quinta posição, finalizando em nono na etapa de Assunçãoe obtendo o primeiro pódio da dupla com a medalha de bronze obtida em Girardot.
Com Camila Pazdirek Peteri, foram medalhistas de prata na XVII edição dos Jogos Bolivarianos de 2013 em Trujillo, e estiveram juntas no âmbito nacional, foram terceiras colocadas na etapa de Iloca do circuito nacional de 2013, terminaram em terceiro na etapa de San Sebastán; depois, estrearam no Circuito Mundial de 2013, disputando os Grand Slams de Long Beach, Berlim, Moscou e São Paulo, com o vigésimo quinto lugar obtido em Long Beach como melhor resultado. Em 2014, foram campeãs no circuito chileno em Viña del Mar; assim como competiram no Circuito Sul-Americano de 2014, na etapa Macaé, obtendo o nono lugar, depois em Viña del Mar, na etapa de Montevidéu esteve com Natalia del Carmen Depassier, retomando com Camila na etapa da Playa Agua Dulce, Lima, na sequência atuou com María del Pilar na etapa de Sucree também em Cochabamba, nestas etapas anteriormente citadas conquistou o quinto lugar; outra vez atua Camila Pazdirek Peteri nas etapas colombianas , ocupando o quarto lugar em Medelín e o quinto lugar na etapa da Playa Blanca, em Boiacá; e no Circuito Mundial de 2014 estiveram juntas no Aberto do Paraná (Argentina) e finalizaram na décima sétima posição. 
Em 2015, disputou o Circuito Sul-Americano com Natalia del Carmen Depassier, María del Pilar e Daniela Bravo Badal, ainda esteve com Josefa Izquierdo Krögh no Finals de Buenos Aires e terminaram na quinta posição, com María del Pilar disputou o Aberto de Lucerna do Circuito Mundial e a edição dos Jogos Pan-Americanos de 2015 terminando no décimo lugar.
Em 2016, prossegue formando dupla com María del Pilar no circuito sul-americano e nas etapas do circuito mundial dos Abertos de Maceió e Vitória, assim como no Grand Slam do Rio de Janeiro, e terminando em sexto no Final da Continental Cup em Rosario (Argentina). Juntos, confirmaram a dupla pra temporada de 2017, no Circuito Sul-Americano de Vôlei de Praia foram quartas colocadas na etapa de Coquimbo e medalhistas de bronze em Lima e quinto lugar no Finals CSV de Resistência (Chaco), também disputaram o torneio duas estrelas nas etapas chinesas.
No período de 2018, volta a competir ao lado de Josefa Izquierdo Krög na etapas do circuito sul-americano, depois, com Paula Ignacia Vallejos termino em sétimo no Finals CSV de Lima e o nono lugar no torneio uma estrela do circuito mundial em Miguel Pereira.Em 2019, estiveram juntas nas primeiras etapas do circuito continental, conquistaram o terceiro lugar na Continental Cup, depois, passa atuar novamente com María del Pilar e disputaram os Jogos Sul-Americanos de Praia de 2019 em Rosario, quando terminaram na quinta posição e a edição dos Jogos Pan-Americanos de 2019, alcançando as quartas de finais finalizando em quinto lugar.
Em 2020, retoma as competições do vôlei de praia no Circuito Sul-Americano e ao lado de Chris Vorpahl foram semifinalistas na etapa de Coquimbo, depoisno Circuito Mundial no Aberto de Vilnius e conquistaram a inédita medalha de bronze. Em 2021, disputaram a Continental Cup em Assunção e terminaram em segundo lugar, também disputaram o Finals da CSV referente a temporada 2019-20 em Santiago e conquistaram o título.
Em 2022, esteve com Chris Vorpahl no Circuito Sul-Americano, sendo vice-campeãs em Montevidéu,  obtendo os bronzes nas etapas de Viña del Mar, Mollendo e San Juan, sendo medalhistas de bronze nos Jogos Sul-Americanos de Praia de 2022 em Assunção,  conquistaram a medalha de ouro no Jogos Bolivarianos em Valledupar;também disputaram o Campeonato Mundial de Vôlei de Praia de 2022, na cidade de Roma. Em 2023, disputaram etapas do circuito mundial, Challenge e Elite 16, conquistou o bronze no circuito sul-americano em Rancagua, Santiago e Malargüe, quarto lugar no de San Juan, sendo quarto colocadas no Finals da CSV em Uberlândia  e  juntas disputou a edição do Campeonato Mundial de Vôlei de Praia de 2023 nas cidades mexicanas de Tlaxcala de Xicohténcatl,  Apizaco e Huamantla.

## Títulos e resultados
- Aberto de Vilnius do Circuito  Mundial de Vôlei de Praia de 2020
- Finals de Uberlândia do Circuito Sul-Americano de 2023
- Etapa de Montevidéu do Circuito Sul-Americano de 2022
- Etapa de San Juan do Circuito Sul-Americano de 2022
- Etapa de Mollendo do Circuito Sul-Americano de 2022
- Etapa de Viña del Mar do Circuito Sul-Americano de 2022
- Etapa de Lima do Circuito Sul-Americano de 2017
- Etapa de Girardot do Circuito Sul-Americano de 2013
- Etapa de Coquimbo do Circuito Sul-Americano de 2020
- Etapa de Coquimbo do Circuito Sul-Americano de 2017
- Etapa de Viña del Mar do Circuito Chile de 2014
- Etapa de Iloca do Circuito Chile de 2013
- Copa Chile de 2011
- Etapa de San Sebastián do Circuito Chile de 2013
- Etapa Aguas Blancas de Maitencillo do Circuito Chileno 2011